# Christian Tramitz

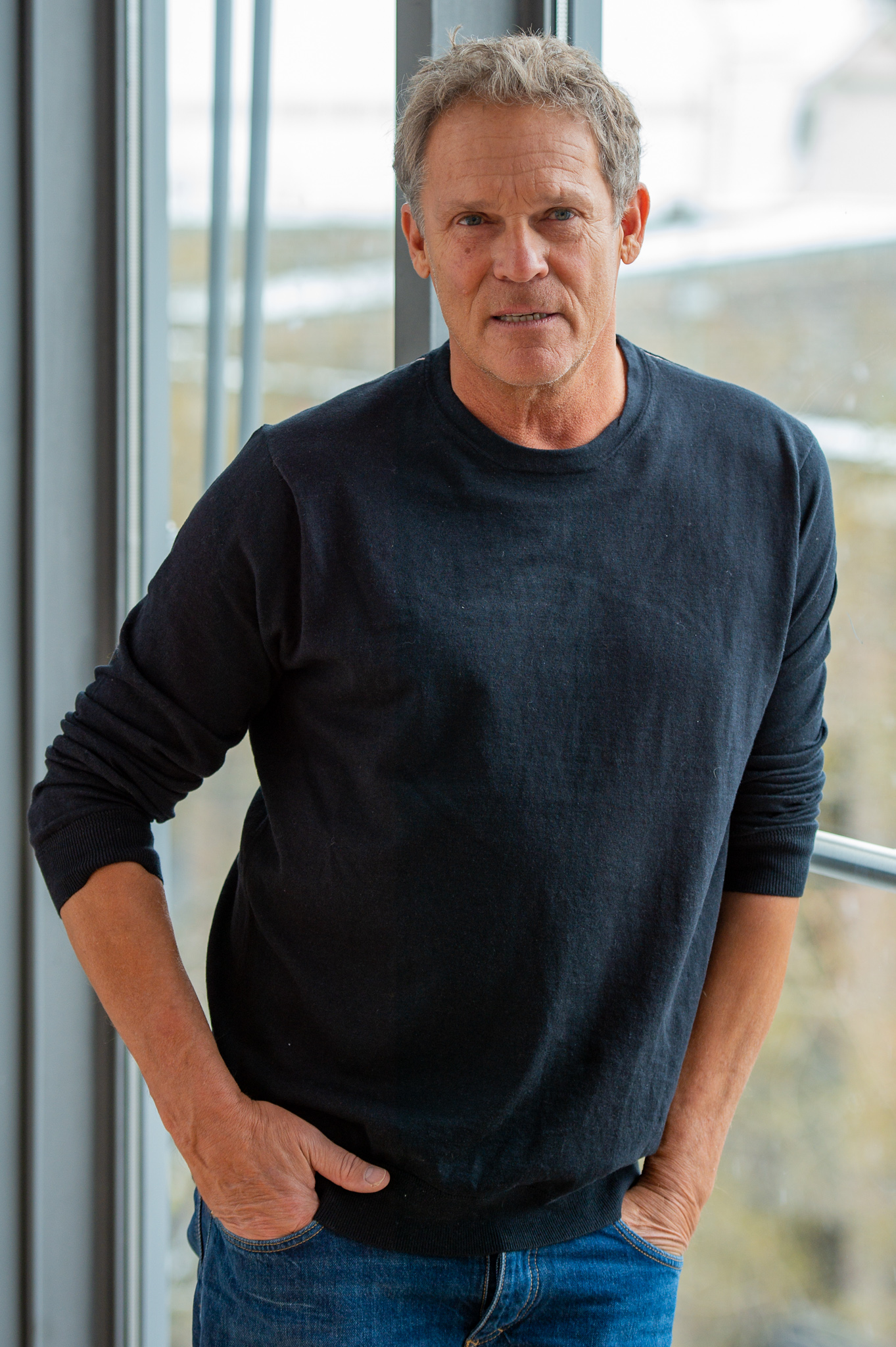
Christian Tramitz (2019)

Christian Tramitz (* 13. Juli 1955 in München) ist ein deutsch-österreichischer Schauspieler, Komiker, Hörspielsprecher, Hörbuchsprecher, Synchronsprecher und Autor.

## Leben

### Familie und Privates
Christian Tramitz ist der Sohn des Filmproduzenten Rudolf Tramitz und dessen Ehefrau Monica, geborene Hörbiger. Er hat eine ältere Schwester und den jüngeren Bruder Nicolas Geremus (geb. Tramitz). Er ist mütterlicherseits Enkel von Paul Hörbiger, Cousin von Mavie Hörbiger, Onkel von Paul und Maresa Sedlmeir sowie Neffe zweiten Grades von Elisabeth Orth, Christiane und Maresa Hörbiger, den Töchtern von Attila Hörbiger und Paula Wessely.
Tramitz ist seit 2004 mit seiner zweiten Ehefrau verheiratet und hat mit ihr eine Tochter und einen Sohn (Tamo Tramitz). Aus seiner ersten Ehe mit Christiane Tramitz stammen Zwillinge.
Er wohnt in Ammerland am Starnberger See.

### Werdegang
Tramitz legte das Abitur 1975 an einem Gymnasium in Hessen ab. Anschließend studierte er Kunstgeschichte, Philosophie und Theaterwissenschaft. Daneben nahm er bei Ruth von Zerboni Schauspielunterricht und zusätzlich Geigenunterricht bei Antal Verres am Musikkonservatorium in München.
Tramitz ist seit den 1980er Jahren ausgiebig als Synchronsprecher tätig und dem deutschen Publikum durch Serien wie Eine schrecklich nette Familie und Alf oder die Kinofilme Findet Nemo und Cars bekannt. Seit Anfang 2015 synchronisiert er das blaue Schwein „Winni“ von preis24.de.
In den 1980ern trat er auch in Werbespots auf und war unter anderem als eine lebendige Tri-Top-Flasche und in einer Wrigley’s Spearmint-Werbung mit einer übergroßen Kaugummipackung zu sehen.
Erste Medienerfahrung sammelte er beim Münchener Radio Gong als Teil von Langemann und die Morgencrew. Dort vertonte er unter anderem zusammen mit Michael Herbig die Radiosendung Die Bayern-Cops. Erste Fernseherfahrungen machte er ab Dezember 1996 in der auf den Bayern-Cops aufbauenden Fernsehsendung Isar 3. Ab 1997 war er zusammen mit Michael „Bully“ Herbig und Rick Kavanian als Schauspieler und Autor festes Mitglied der Bullyparade.

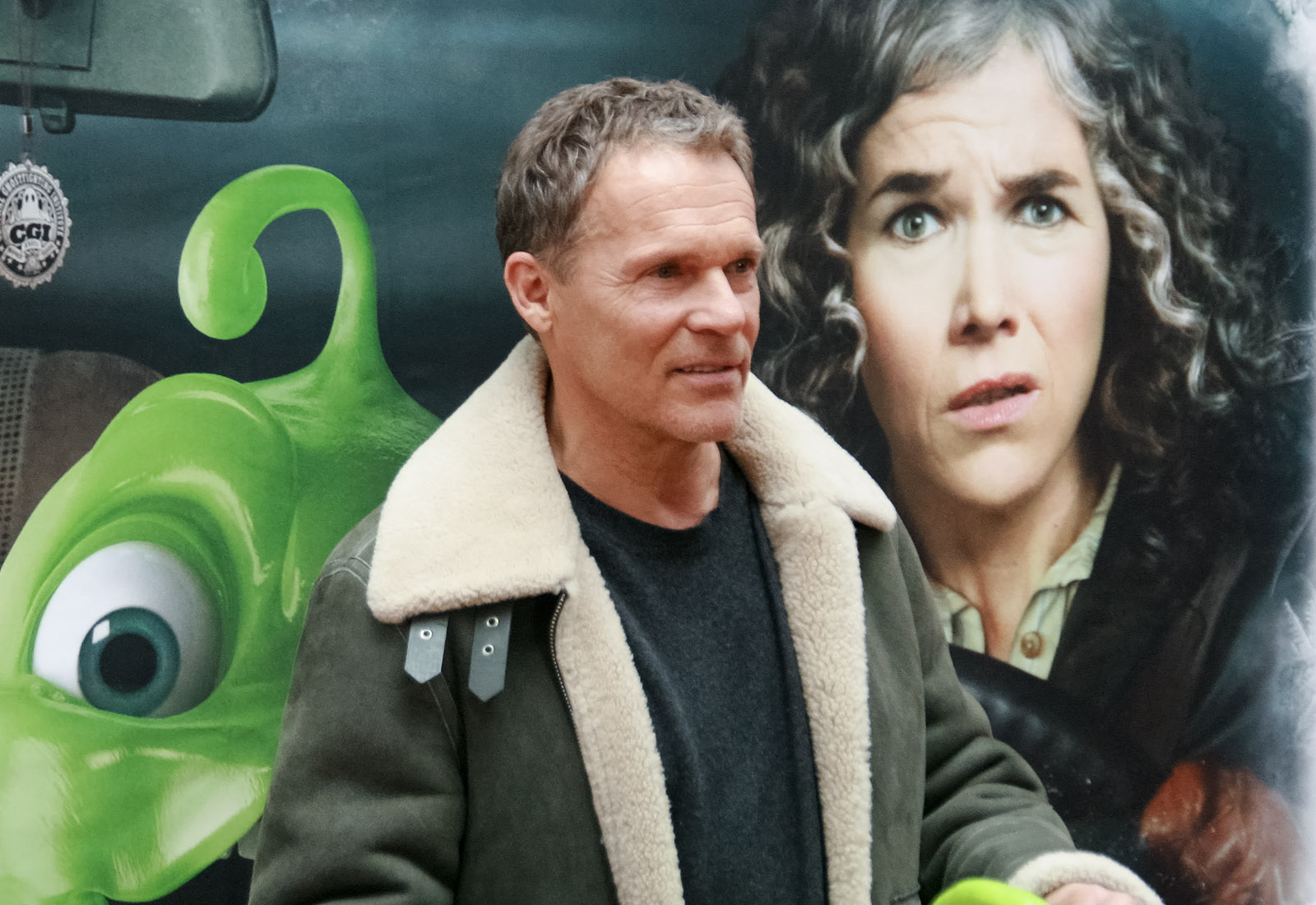
Tramitz bei der Österreichpremiere der Gespensterjäger (2015)

Als Schauspieler wirkte er in Fernsehfilmen und Serien wie auch in so erfolgreichen Kinoproduktionen wie Der Schuh des Manitu, (T)Raumschiff Surprise – Periode 1 oder Keinohrhasen mit. Für die beiden zuerst genannten gewann er mit seinen Schauspielkollegen sowohl den Bambi als auch den deutschen Comedypreis.
Tramitz drehte im Frühjahr 2016 acht Wochen lang mit Michael Herbig und Rick Kavanian die Komödie Bullyparade – Der Film, die am 17. August 2017 zum zwanzigjährigen Jubiläum der Sketch-Show erschien.
In "Das Kanu des Manitu", der Fortsetzung des Films "Der Schuh des Manitu", nahm Tramitz im Jahr 2025 die Rolle des Ranger wieder auf.
Seit November 2011 verkörpert er als Polizeiobermeister Franz Hubert in der TV-Vorabendserie Hubert ohne Staller eine der beiden titelgebenden Hauptfiguren. Dies steigerte seine Bekanntheit erheblich, da diese quotenstarke Serie mit über 200 abgedrehten Folgen zu den langlebigsten des öffentlich-rechtlichen Rundfunks zählt.

### Tramitz and Friends
Nach dem Ende der Bullyparade 2002 bekam Tramitz 2004 bei ProSieben eine eigene Comedyshow namens Tramitz and Friends, in der er mit vielen seiner bekannten Kollegen Sketche aufführte.
Gäste der ersten Folge am 19. April 2004 waren Armin Rohde, Stefan Jürgens, Christian Clerici, Barbara Schöneberger und Martin Semmelrogge. Die Folge sahen 3,11 Millionen Zuschauer, in der Zielgruppe der 14- bis 49-Jährigen konnte die Premierenfolge einen Marktanteil von 14,7 Prozent vorweisen. Die erste Staffel umfasste zwölf Folgen und konnte insgesamt gute Einschaltquoten vorweisen.
Die zweite Staffel, die bereits weniger Zuschauer hatte, lief ab dem 11. April 2005. Die erste Folge um 21:10 Uhr sahen lediglich 1,82 Millionen Zuschauer. Der Zielgruppenmarktanteil lag bei 10,4 Prozent.
Ab dem 22. Oktober 2007 erfolgte die Ausstrahlung der dritten Staffel, mit miserablen Quoten. Da Tramitz and Friends keine zufriedenstellenden Einschaltquoten vorweisen konnte, wurden nicht mehr alle Episoden der dritten Staffel gesendet.
Zwischen den vorher aufgenommenen und eingespielten Sketchen moderierte Tramitz, wobei er sich auf einer Theater- oder Kinobühne befand. Die Eigenart der ersten Staffel, auf einem Barhocker sitzend zu moderieren, wurde aus der britischen BBC-Show Dave Allen at Large übernommen. Diese Art Moderation wurde ab der zweiten Staffel nicht mehr praktiziert. In der dritten Staffel wurde komplett auf Bühne, Moderation und Livepublikum verzichtet.

## Auszeichnungen
- Romyverleihung 2018 – Auszeichnung in der Kategorie Beliebtester Schauspieler Serie/Reihe

## Filmografie

### Als Schauspieler
Kino
- 1988: Drei D
- 1997: Hunger – Sehnsucht nach Liebe
- 2000: Erkan & Stefan
- 2001: Der Schuh des Manitu
- 2003: MA 2412 – Die Staatsdiener
- 2004: (T)Raumschiff Surprise – Periode 1
- 2004: 7 Zwerge – Männer allein im Wald
- 2006: Französisch für Anfänger
- 2006: 7 Zwerge – Der Wald ist nicht genug
- 2007: Neues vom Wixxer
- 2007: Lissi und der wilde Kaiser
- 2007: Die Schatzinsel
- 2007: Tell
- 2007: Keinohrhasen
- 2008: Falco – Verdammt, wir leben noch!
- 2008: Freche Mädchen
- 2009: Mord ist mein Geschäft, Liebling
- 2009: Das Vaterspiel
- 2010: Jerry Cotton
- 2010: 3faltig
- 2011: Klarer Fall für Bär – Gefährlicher Freundschaftsdienst
- 2012: Sushi in Suhl
- 2013: V8 – Du willst der Beste sein
- 2015: Gespensterjäger – Auf eisiger Spur
- 2015: Beautiful Girl
- 2015: Traumfrauen
- 2017: Bullyparade – Der Film
- 2018: Feierabendbier
- 2022: Die Geschichte der Menschheit – leicht gekürzt
- 2024: Hundswut
- 2025: Das Kanu des Manitu

Fernsehen
- 1982: Die unsterblichen Methoden des Franz Josef Wanninger (Folge 5x11)
- 1986–2012: SOKO 5113 (4 Folgen)
- 1991: Der Alte (Folge 15x02)
- 1994: Faust (Folge 1x02)
- 1995: Der Höschenmörder
- 1995: Polizeiruf 110: Roter Kaviar
- 1996: Der Bulle von Tölz: Tod am Altar
- 1997: Der Bulle von Tölz: Bei Zuschlag Mord
- 1997: Hunger – Sehnsucht nach Liebe
- 1997–2002: Bullyparade
- 1997: Solo für Sudmann (Folge 1x12)
- 2000: Zwei Brüder (Folge 7x01)
- 2002: Finanzamt Mitte – Helden im Amt (10 Folgen)
- 2002: Was ist bloß mit meinen Männern los?
- 2003: Edel & Starck (Folge 2x08)
- 2003: Crazy Race
- 2003: Die Rosenheim-Cops (Folge 2x11)
- 2004–2005, 2007: Tramitz & Friends
- 2006: Agathe kann’s nicht lassen – Die Tote im Bootshaus
- 2006: Die ProSieben Märchenstunde – Zwerg Nase
- 2006: Die ProSieben Märchenstunde – Rotkäppchen
- 2006: Zwei zum Fressen gern
- 2006: Ladyland (Folge 1x02)
- 2006: Rettet die Weihnachtsgans
- 2007: Die ProSieben Märchenstunde – Schneewittchen
- 2007: Die ProSieben Märchenstunde – Des Kaisers neue Kleider
- 2007: Die Schatzinsel
- 2008: H3 – Halloween Horror Hostel
- 2008: Alarm für Cobra 11 – Die Autobahnpolizei (Folge 24x01)
- 2009: Notruf Hafenkante (6 Folgen)
- 2010: Der Täter
- 2010: Die Gipfelzipfler (10 Folgen)
- 2010: Das blaue Licht
- 2011: Stankowskis Millionen
- seit 2011: Hubert ohne Staller (2011–2018: Hubert und Staller)
- 2013: München Mord – Wir sind die Neuen
- 2015: Altes Geld (Miniserie, 2 Folgen)
- 2018: Amokspiel
- 2019–2020: Schwester, Schwester – Hier liegen Sie richtig!
- 2022: Damaged Goods (Fernsehserie)

### Als Synchronsprecher
- 1978–1982: Der unglaubliche Hulk… diverse
- 1981: Danger Mouse … als Stiletto
- 1982: Nur 48 Stunden … als Luther
- 1985: Cut & Run … als Tommy Allo
- 1985: Das Tier II … als Moon Devil
- 1985: Police Academy 2 – Jetzt geht’s erst richtig los … als Proctor und Zed
- 1985: Re-Animator … als Dan Cain
- 1985: Atomic Hero … als Bozo
- 1986: Shanghai Police – Die wüsteste Truppe der Welt … als Tsao Cheuk Kin
- 1986: Police Academy 3 – … und keiner kann sie bremsen … als Proctor und Zed
- 1986: From Beyond – Aliens des Grauens … als Crawford Tillinghast
- 1987: Police Academy 4 – Und jetzt geht’s rund … als Proctor
- 1987: Tanz der Teufel II – Jetzt wird noch mehr getanzt … als Ash
- 1987: Nightmare III – Freddy Krueger lebt … als Dr. Neil Gordon
- 1987: Near Dark … als Severen
- 1987: Monster Busters … als Detective Sapir
- 1988: Die Rückkehr der Killertomaten … als Matt Stevens
- 1988: Police Academy 5 – Auftrag Miami Beach … als Proctor
- 1988: Red Heat … als Streak
- 1989–1990: Alf … als Neal Tanner
- 1989: Police Academy 6 – Widerstand zwecklos … als Proctor
- 1990: Saber Rider und die Starsheriffs … als Colt
- 1990: Winspector … als Brian
- 1991–1993: Tropical Heat … als Nick Slaughter
- 1991–1997: Eine schrecklich nette Familie … als Jefferson D’Arcy
- 1991–1992: Darkwing Duck … als Eisenbeiß
- 1992: Police Story 3 … als Kevin Chan
- 1993: Nemesis … als Alex Rain
- 1993–1994: Time Trax – Zurück in die Zukunft … als Captain Darien Lambert
- 1994: Street Fighter – Die entscheidende Schlacht … als Dee Jay
- 1994: Geschichten aus der Gruft … als Vault-Keeper
- 1994: Flucht aus Absolom … als J.T. Robbins
- 1994: Santa Clause – Eine schöne Bescherung … als Neal Miller
- 1994–1996: Tek War – Krieger der Zukunft … als Jake Cardigan
- 1995: Während Du schliefst … als Peter Callaghan
- 1995: Vernetzt – Johnny Mnemonic … als Spider
- 1995–2001: Xena – Die Kriegerprinzessin … als Sprecher im Vorspann
- 1996: Mega Man … als Vile
- 1997: Fräulein Smillas Gespür für Schnee … als Birgo Lander
- 1998: Wild Things … als Sam Lombardo
- 1999: Austin Powers – Spion in geheimer Missionarsstellung … als Mustafa
- 2000: South Park: Der Film – größer, länger, ungeschnitten … als Philipp
- 2001: Eine Nacht bei McCools … als Randy
- 2002: Final Fantasy: Die Mächte in dir … als Captain Gray Edwards
- 2002: Santa Clause 2 – Eine noch schönere Bescherung … als Neal Miller
- 2002: Men in Black II … als Scrad/Charlie
- 2003: Till Eulenspiegel … als Cornelius
- 2003: Findet Nemo … als Marlin
- 2005–2014: How I Met Your Mother … als alter Ted und Erzähler
- 2005: Isnogud – Der bitterböse Großwesir … als Pullmankar
- 2005: Im Rennstall ist das Zebra los … als Buzz
- 2006: Asterix und die Wikinger … als Asterix
- 2006: Cars … als Chick Hicks
- 2007: Lissi und der wilde Kaiser … als Kaiser Franz
- 2007: Wrong Turn 2: Dead End … als Dale
- 2008: Tinkerbell … als Bobble
- seit 2008: Die Simpsons … als Sideshow Bob/Tingeltangel Bob
- 2008: Bolt – Ein Hund für alle Fälle … als Bolt
- 2010: Toy Story 3 … als Ken
- 2010: Ponyo – Das große Abenteuer am Meer … als Fujimoto
- 2014: Free Birds – Esst uns an einem anderen Tag … als Jake
- 2014: South Park … als Zeugen Jehovas
- 2016: Findet Dorie … als Marlin
- 2018: Last Hero Inuyashiki … als Ichirō Inuyashiki
- 2020: Rick and Morty … als Tony
- 2020: Adult Swim … als "Ausbilder"

## Hörbücher / Hörspiele (Auswahl)
- 2009: Aus die Maus von Christian Sprang (Hrsg.), der Hörverlag, ISBN 978-3-8445-0554-2 (Hörbuch Download).
- 2009: Sommerfrische am Starnberger See (von Katja Sebald)
- 2010: Winterkartoffelknödel. Der Audio Verlag (DAV), Berlin, ISBN 978-3-89813-991-5, (DE: Gold (Hörbuch-Award)).[21]
- 2011: Neue Lausbubengeschichten / Tante Frieda (von Ludwig Thoma).
- 2011: Dampfnudelblues. Der Audio Verlag (DAV), Berlin, ISBN 978-3-86231-045-6, (DE: Gold (Hörbuch-Award)).
- 2011: Schweinskopf al dente. Der Audio Verlag (DAV), Berlin, ISBN 978-3-86231-104-0, (DE: Gold (Hörbuch-Award)).
- 2012: Grießnockerlaffäre. Der Audio Verlag (DAV), Berlin, ISBN 978-3-86231-204-7, (DE: Gold (Hörbuch-Award)).
- 2013: Die große Franz-Eberhofer-Box. Der Audio Verlag (DAV), Berlin, ISBN 978-3-86231-262-7.
- 2013: Sauerkrautkoma. Der Audio Verlag (DAV), Berlin, ISBN 978-3-86231-307-5, (DE: Gold (Hörbuch-Award)).
- 2014: Kater Mikesch (von Josef Lada und Otfried Preußler). Argon Verlag, ISBN 978-3-7324-4688-9.
- 2015: Zwetschgendatschikomplott. Der Audio Verlag (DAV), Berlin, ISBN 978-3-86231-417-1, (DE: Gold (Hörbuch-Award)).
- 2016: Leberkäsjunkie. Der Audio Verlag (DAV), Berlin, ISBN 978-3-86231-541-3, (DE: Gold (Hörbuch-Award)).
- 2016: Weißwurstconnection. Der Audio Verlag (DAV), Berlin, ISBN 978-3-86231-821-6, (DE: Gold (Hörbuch-Award)).
- 2017: Bakabu und der Goldene Notenschlüssel. Vermes-Verlag, Tulln an der Donau, ISBN 978-3-9504391-0-6.
- 2018: Kaiserschmarrndrama. Der Audio Verlag (DAV), Berlin, ISBN 978-3-7424-0452-7, (DE: Gold (Hörbuch-Award)).
- 2018: Die große Franz-Eberhofer-Box 2. Der Audio Verlag (DAV), Berlin, ISBN 978-3-7424-0381-0.
- 2019: Guglhupfgeschwader. Der Audio Verlag (DAV), Berlin, ISBN 978-3-7424-1120-4, (DE: Gold (Hörbuch-Award)).
- 2020: Wie ich den Sex erfand (von Peter Probst). Verlag Antje Kunstmann, München, ISBN 978-3-95614-410-3.
- 2021: Rehragout-Rendezvous von Rita Falk (Kriminalroman), der Audio Verlag, ISBN 978-3-7424-1667-4, (DE: Gold (Hörbuch-Award)).
- 2023: Winterkartoffelknödel von Rita Falk (Kriminalroman), der Audio Verlag & Audible, ISBN 978-3-7424-2870-7.